# Wilhelm Heuser (Politiker)
Wilhelm Anton Heuser (* 13. September 1885 in Düsseldorf; † 22. August 1956 in Neuss) war ein deutscher Politiker der Zentrumspartei und der NSDAP, Beigeordneter, Bürgermeister und Oberbürgermeister von Sterkrade sowie Oberbürgermeister von Oberhausen.

## Leben
Nach dem Besuch des Königlichen Gymnasiums Düsseldorf studierte Heuser von 1906 bis 1909 Rechtswissenschaft und Volkswissenschaft an den Universitäten Bonn und Heidelberg. Er war seit 1907 Mitglied der katholischen Studentenverbindung KDStV Novesia Bonn im CV. Am 28. Juli 1909 legte er das Examen als Gerichtsreferendar ab. In Heidelberg wurde er am 18. Januar 1912 mit dem Thema Die Diligenzpflicht des Gläubigers gegenüber dem Bürgen promoviert. 
Nachdem er 1912/1913 die Akademie für kommunale Verwaltung in Düsseldorf besucht hatte, wurde er „juristischer Hilfsarbeiter“ bei der Stadtverwaltung Düsseldorf. In gleicher Funktion war er ab dem 1. Oktober 1915 in Wesel tätig. Am 1. August 1916 wurde er Beigeordneter der Stadt Sterkrade. Dort wurde er 1919 zum Bürgermeister gewählt und am 20. Januar 1920 in sein Amt eingeführt. Wenige Monate später, am 10. August 1920, erfolgte die Ernennung zum Oberbürgermeister. Am 24. Februar 1923 wies die Interalliierte Rheinlandkommission ihn aus dem besetzten Ruhrgebiet aus. Am 1. Januar 1924 kehrte er in sein Amt zurück. Nach der kommunalen Neugliederung vom 29. Juli 1929, die die Städte Sterkrade, Osterfeld und Alt-Oberhausen zur heutigen Großstadt Oberhausen vereinigte, und nach der Kommunalwahl vom 17. November 1929 wurde Heuser am 25. Februar 1930 zum Oberbürgermeister Oberhausens gewählt. Heuser, ein Mitglied der Zentrumspartei, hatte sich gegen den Kandidaten der Zentrumspartei zur Wahl stellen lassen. Unterstützt wurde er bei seiner Wahl von einem Bündnis aus NSDAP, Deutschnationaler Volkspartei und SPD. Letzterer fielen nach der Wahl zwei Beigeordneten-Posten zu. Zum 1. Mai 1933 trat er der NSDAP bei (Mitgliedsnummer 2.863.675).  Anschließend vollzog er auf der Grundlage des Berufsbeamtengesetzes die Entlassung missliebiger Behördenmitarbeiter in Oberhausen.
Am 18. Oktober 1937 wurde Heuser aus seinem Amt verabschiedet, am 1. November 1937 wurde er in den Ruhestand versetzt.